# Union des Vignerons de l’Île de Beauté

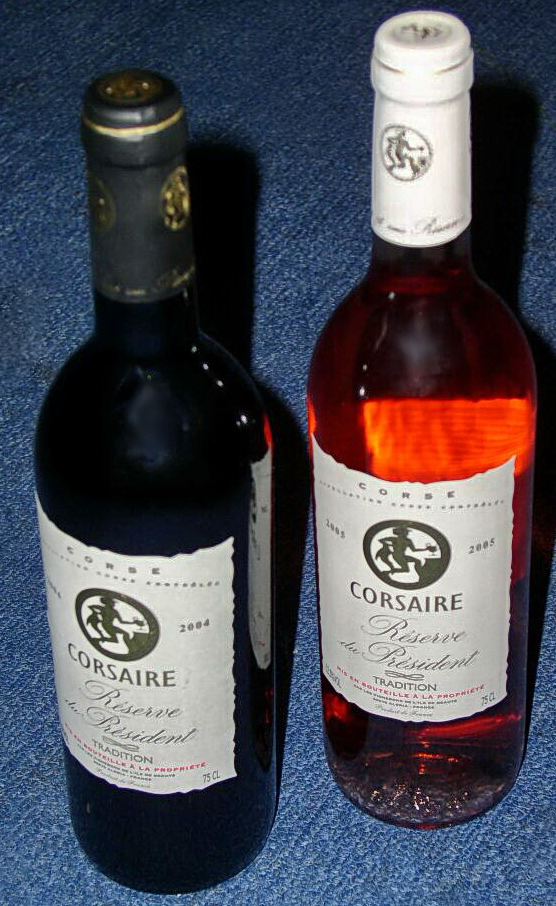
La Réserve du Président

Die Union des Vignerons de l’Île de Beauté (U.V.I.B.) ist mit etwa 1650 ha der größte Weinerzeugerverband auf der Mittelmeerinsel Korsika, die insgesamt etwa 7000 ha im Besatz hat. 80 Produzenten bewirtschaften das Gelände.
Der Sitz ist an der Ostküste in Aléria und gehört zum Anbaugebiet Vin de Corse. Sein wichtigster Markenwein ist La Réserve du Président mit dem Namen Corsaire und mit über drei Millionen Flaschen Jahresproduktion als einziger im Ausland durchsetzen konnte. Die Produzenten verstehen sich als Wegbereiter korsischer Weine und positionieren diese mit dem Anspruch, den Reichtums ihres Terroirs optimal aufzubereiten.
Die U.V.I.B wurde 1976 gegründet, nachdem Anfang der 1970er Jahre die korsischen Appellationen eingerichtet worden waren (siehe auch: Weinbau auf Korsika).
Die wichtigsten Rebsorten im Bereich sind die Rotweinreben Syrah, Mourvèdre, Grenache und Cinsault.  Die Jahresproduktion beträgt 100.000 hl mit 7 bis 8 Millionen Flaschen pro Jahr. Die Gesellschaft verfügt auch über eine HACCP- und Corsicařs-IFS-Zertifizierung. Die wichtigsten Exporte gehen nach Kanada, die Vereinigten Staaten, China und andere asiatische Staaten.